# Pássaro de Fogo (folclore)

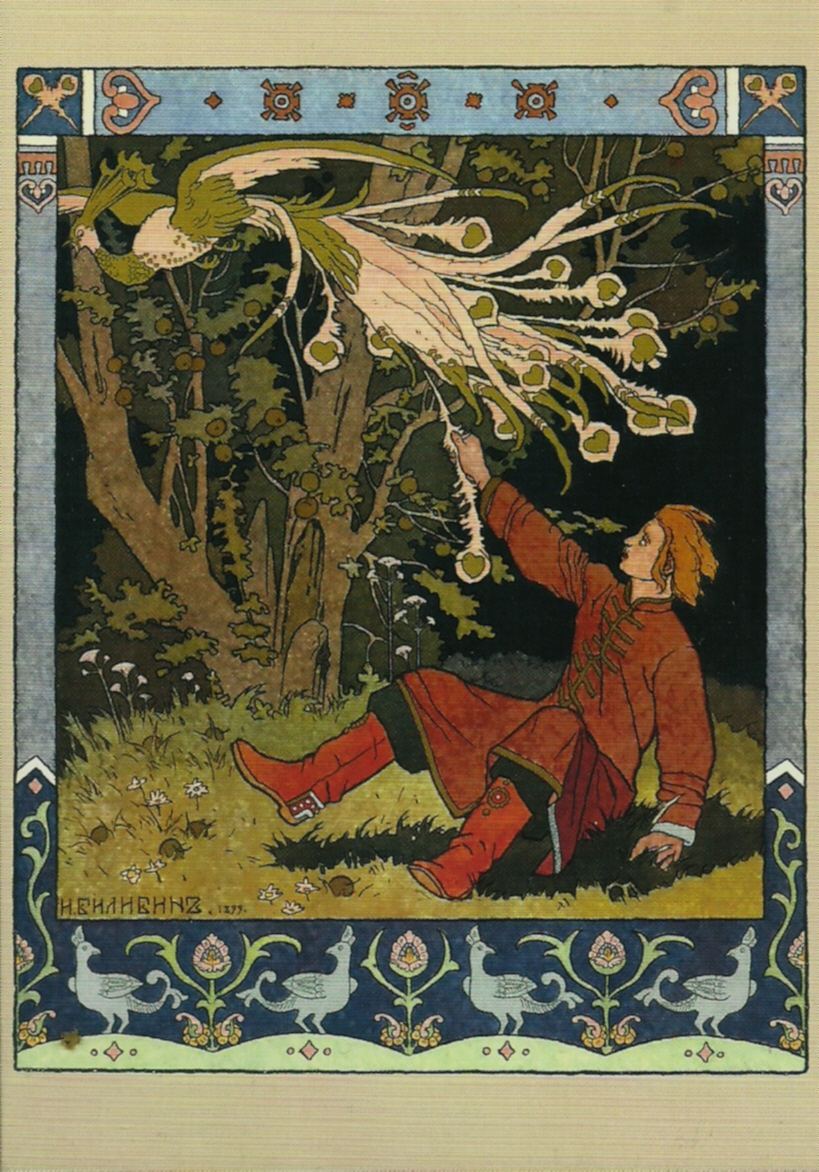
Ilustração de Ivan Bilibin para um conto de fadas Russo sobre o Pássaro de Fogo, 1899.

No folclore eslavo e nos contos de fadas russos, o Pássaro de Fogo (em russo:  жар-пти́ца, jar-ptitsa; em ucraniano:  жар-пти́ця, jar-ptytsia; em sérvio:  Жар-птица ou Žar-ptica; em croata:  Žar-ptica, Rajska ptica; em búlgaro:  Жар-птица, Jar-ptitsa; em macedônio/macedónio:  Жар-птица, Žar-ptica; em polonês/polaco:  Żar-ptak; em tcheco/checo:  Pták Ohnivák; em eslovaco:  Vták Ohnivák; em esloveno:  Rajska/zlata-ptica) é um pássaro mágico brilhante de uma terra distante, que é ao mesmo tempo uma bênção e um portador de desgraça ao seu captor. Alguns acreditam que pode ver o futuro.  Suas penas brilham intensamente mesmo depois de arrancadas. Comunica-se com humanos, orientando e aconselhando, mas pode lançar ilusões em quem não considera honrado.
A lenda foi popularizada pelo balé O Pássaro de Fogo, composta em 1910 por Igor Stravinsky para os Ballets Russes de Serge Diaghilev.
O Pássaro de Fogo foi adotado como o símbolo/logotipo Festival Eurovisão da Canção 2009, em Maio de 2009 e também como o conceito para a Tocha Olímpica dos Jogos Olímpicos de Inverno de 2014, em Sóchi, na Federação Russa.